# Francisco Xavier
Francisco Xavier (7. april 1506 – 2. december 1552) var en spansk jesuitisk missionær.
Blev kanoniseret 12. marts 1622 og i 1747 blev han Indiens værnehelgen. Han var virksom i Indien og Japan.
Han var en kristen missionær der rejste til Asien med formål at udbrede kristendommen
Han ankom i 1542 i Goa i Indien. I 1549 sejlede han til Japan hvor han byggede landets første kirke.
Han ville missionære i Kina men inden han nåede det kinesiske fastland døde han 2. december 1552 på en ø uden for storbyen Carton. 
1. ↑  Navnet er anført på bokmål og stammer fra Wikidata hvor navnet endnu ikke findes på dansk.
2. ↑  Navnet er anført på bokmål og stammer fra Wikidata hvor navnet endnu ikke findes på dansk.
3. ↑  Navnet er anført på engelsk og stammer fra Wikidata hvor navnet endnu ikke findes på dansk.
4. ↑  Navnet er anført på engelsk og stammer fra Wikidata hvor navnet endnu ikke findes på dansk.
5. ↑  Navnet er anført på engelsk og stammer fra Wikidata hvor navnet endnu ikke findes på dansk.